# Estación Belgrano R
Belgrano R es una estación ferroviaria ubicada en el barrio de Belgrano, en la Ciudad de Buenos Aires. Se encuentra delimitada por la calle Echeverría en la punta norte y por la calle La Pampa en la punta sur.

## Servicios
Es una estación intermedia del servicio eléctrico metropolitano de la Línea Mitre que se presta entre la cabecera Retiro y las estaciones Bartolomé Mitre y José León Suárez.

## Historia
Fue inaugurada por el Ferrocarril Buenos Aires a Campana (luego a Rosario) el 22 de abril de 1876, con el nombre de "Belgrano". Los trenes partían hacia la estación Central de Buenos Aires.
En 1896 se inaugura el ramal que conectaba esta estación con Tigre.
En 1902 la línea se fusionó con el Ferrocarril Central Argentino. Se le agregó una "R" (por Rosario) para diferenciarla de la otra estación Belgrano, la cual comenzó a ser llamada Belgrano C (por Central).
Entre fines de la década del 20 y comienzos de la del 30 el ramal fue electrificado. A su vez, ya bajo control de Ferrocarriles Argentinos, los andenes de la estación fueron elevados a comienzos de la década de 1970.

## Diagrama
| Plataforma Norte |                                                                                  |
| Vía 1            | Trenes a Retiro (próxima Colegiales)                                             |
| Vía 2            | Trenes a J. L. Suárez (próxima Drago) Trenes a Bartolomé Mitre (próxima Coghlan) |
| Plataforma Sur   |                                                                                  |

## Infraestructura
Cuenta con dos andenes elevados actualmente en servicio y un tercer andén bajo que actualmente no presta servicios de ningún tipo al estar la vía auxiliar desconectada de las vías principales.
Posee además un pasaje subterráneo que comunica ambos andenes, boletería y sala de espera en el edificio principal de la estación.

## Imágenes

### Antiguas

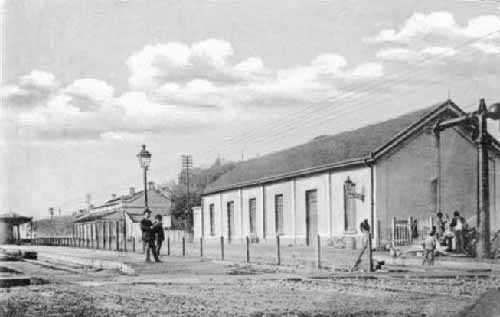
La parada Belgrano
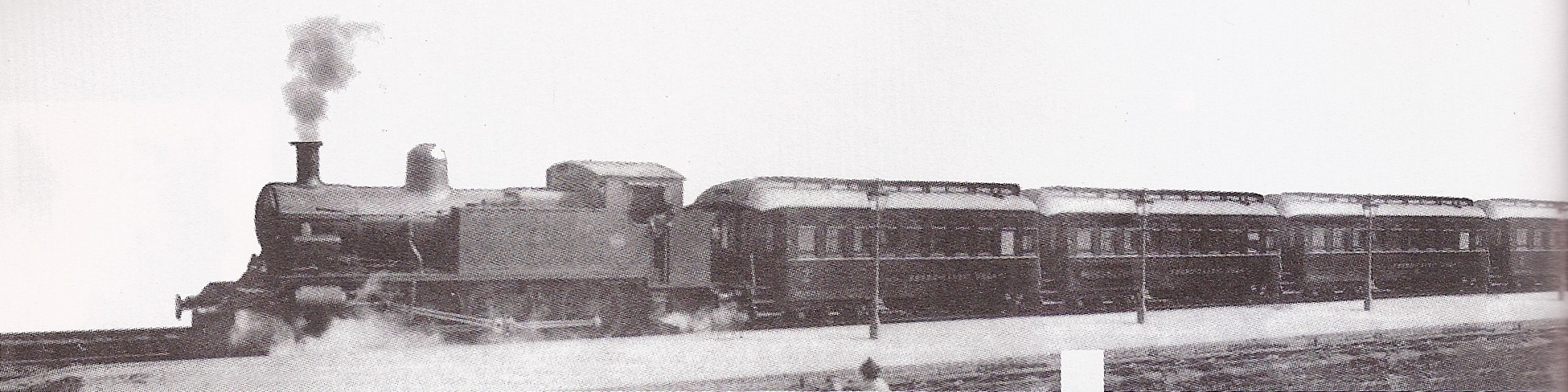
Una formación a vapor detenida en la estación a comienzos del siglo XX
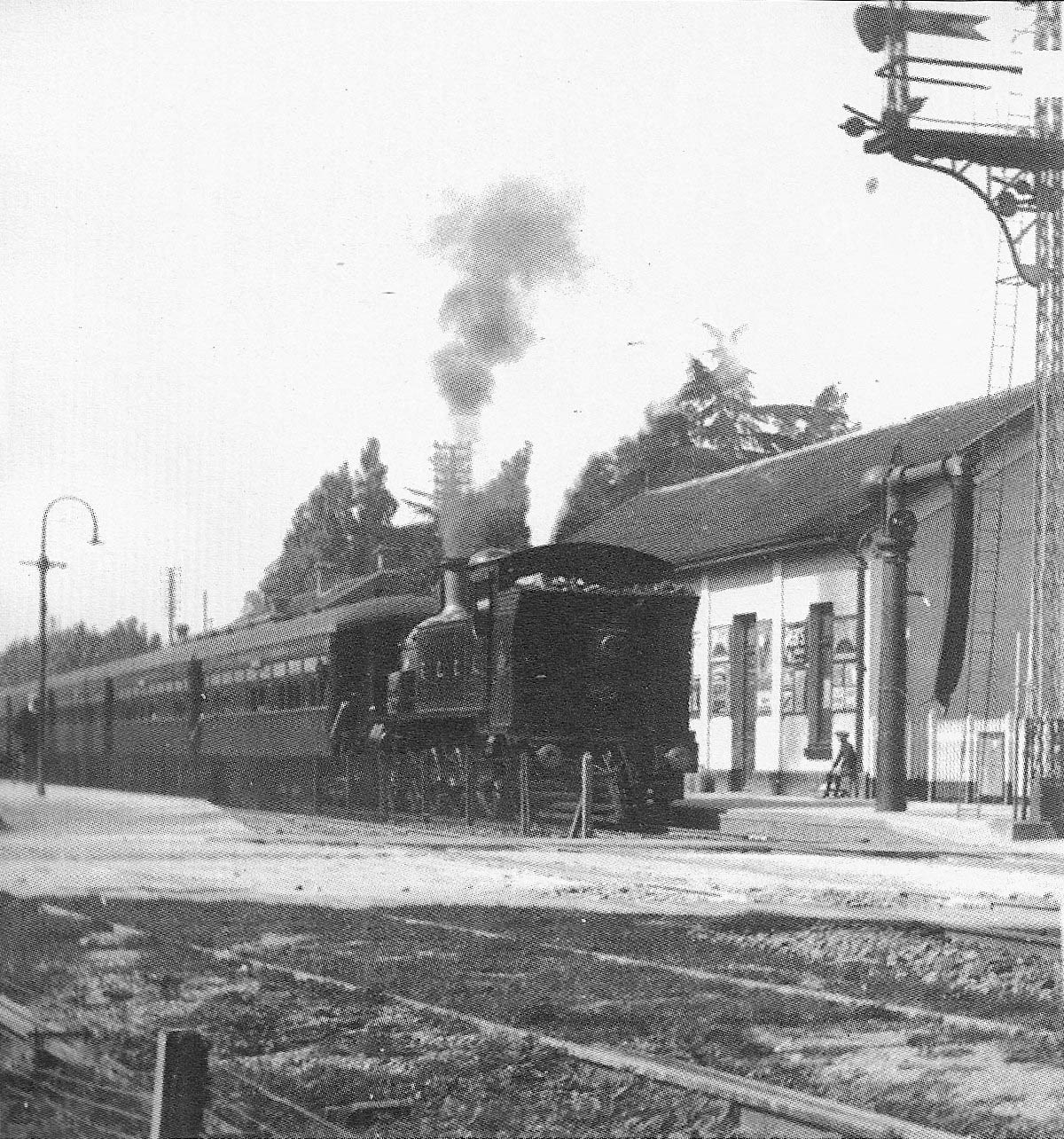
Tren partiendo

### Contemporáneas

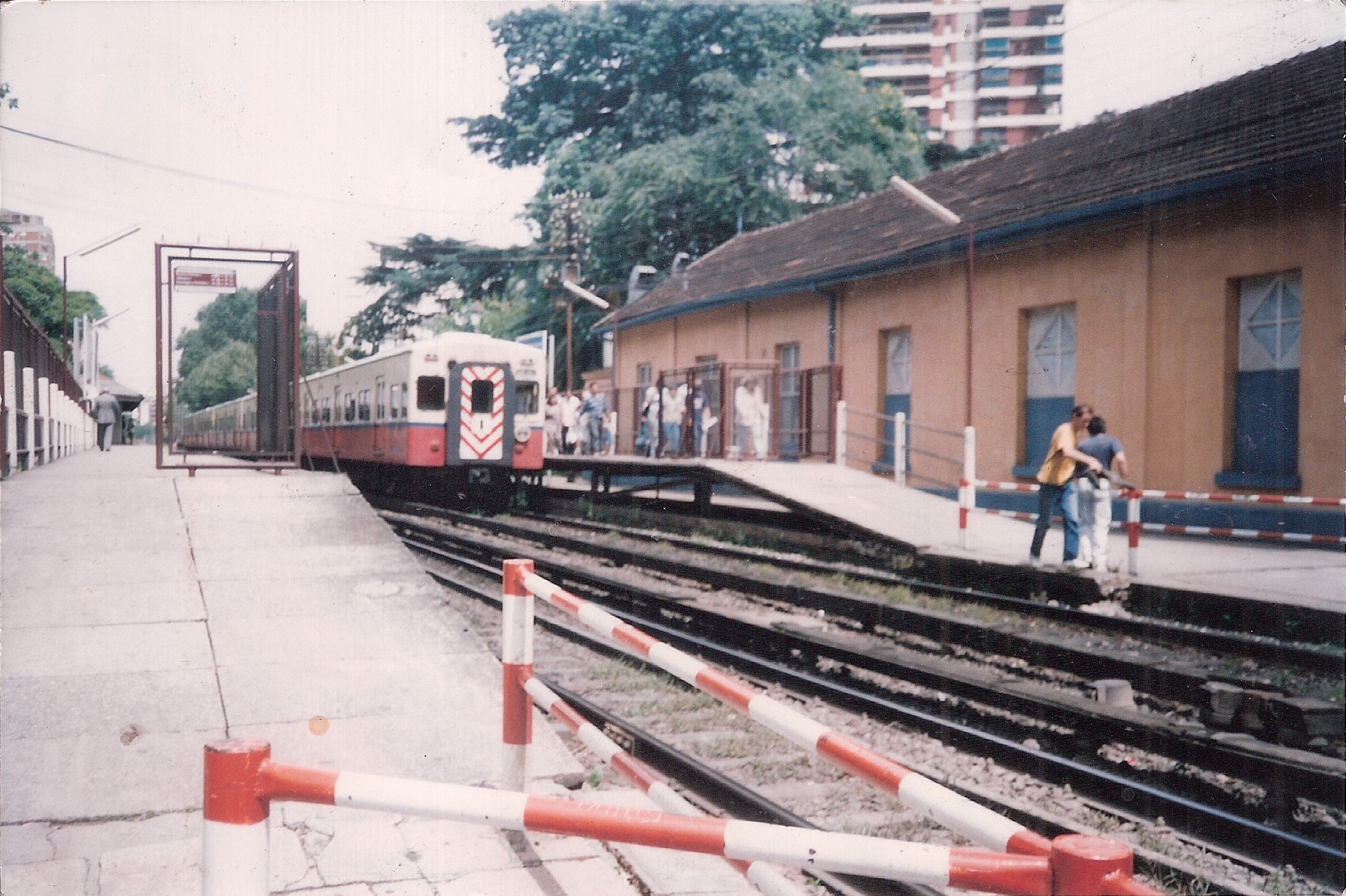
Hacia la década de los 90
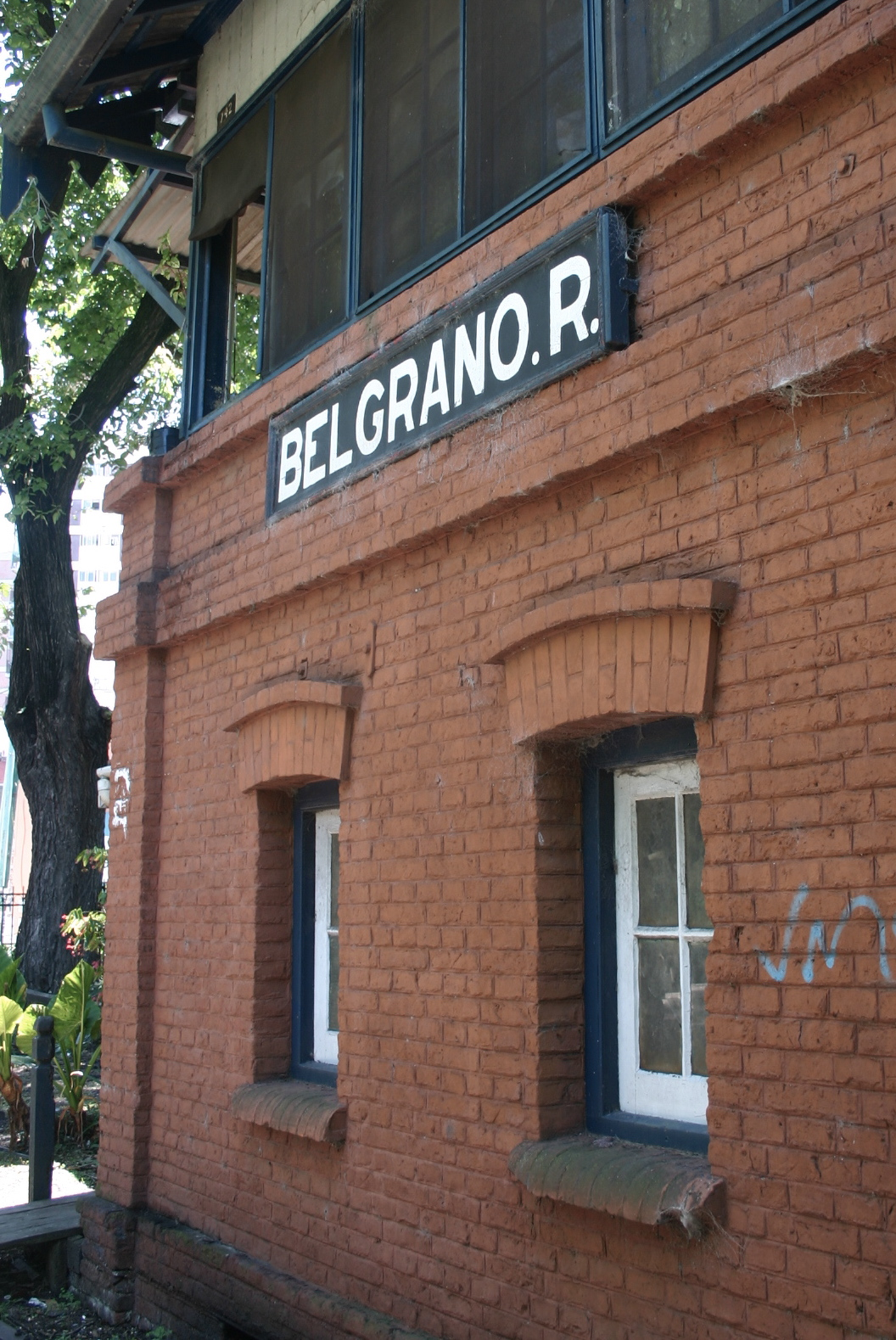
Cabín
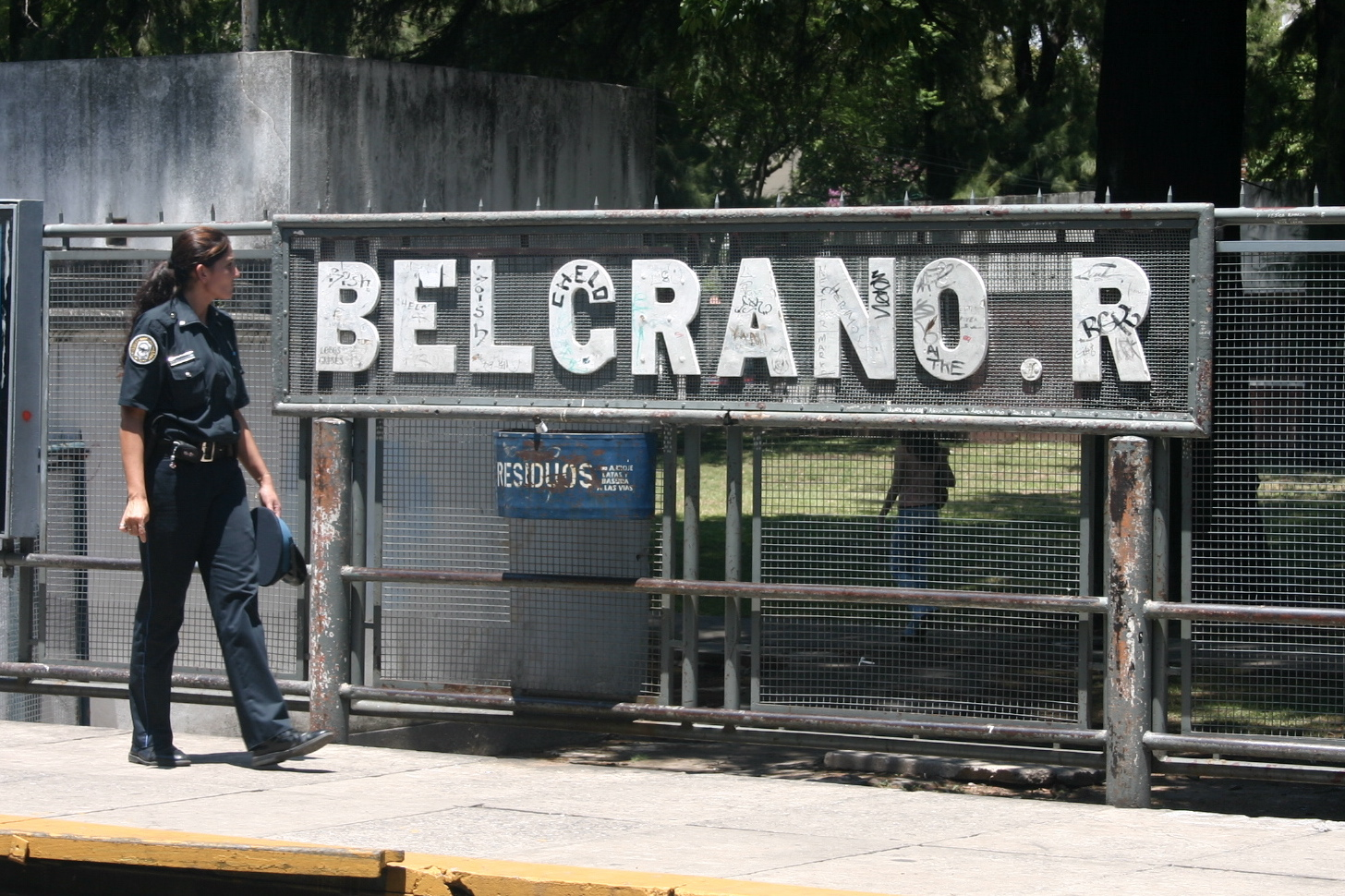
Nomenclador
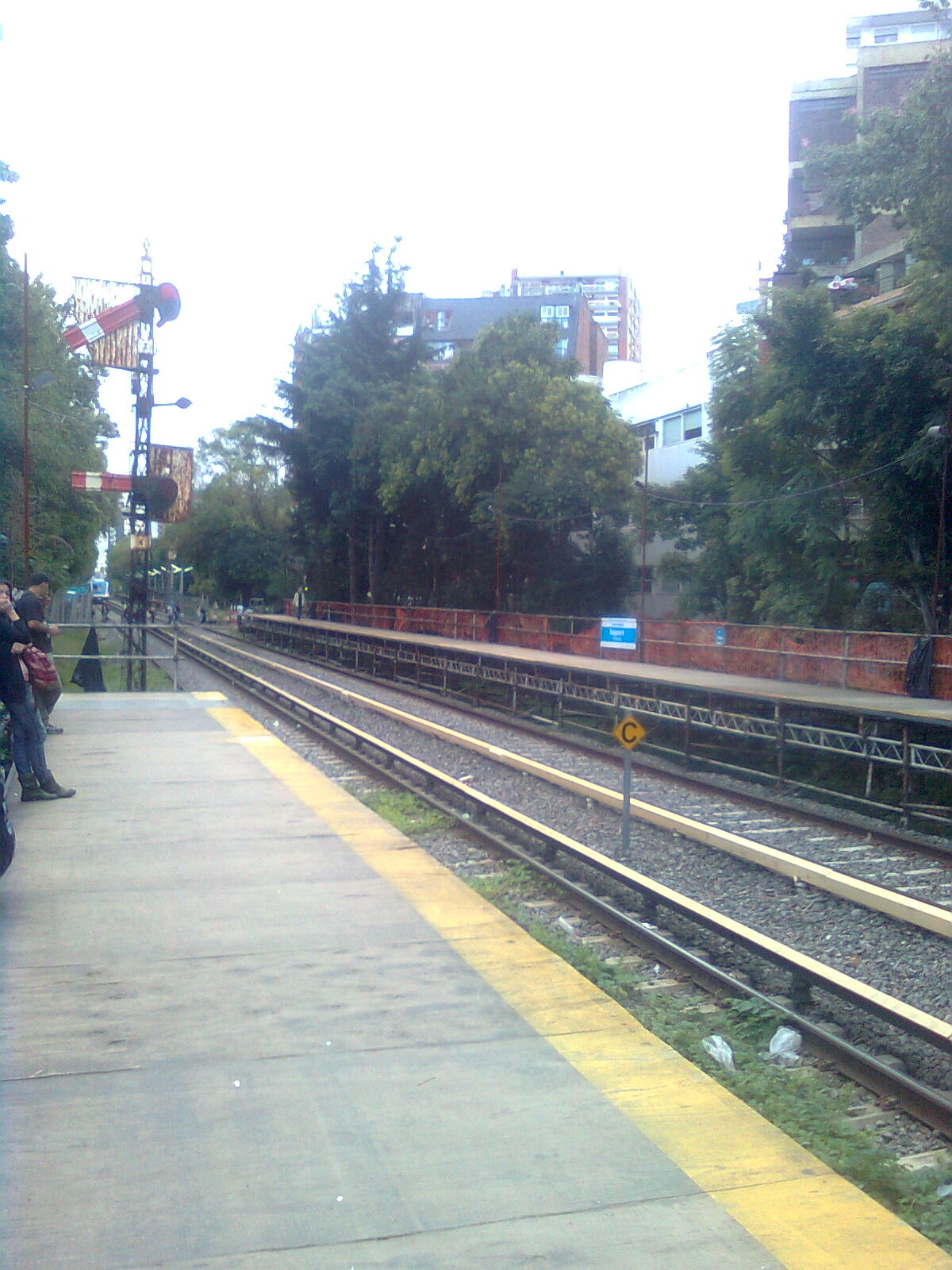
Andén provisorio durante las refacciones en la estación original en los años 2015-2016
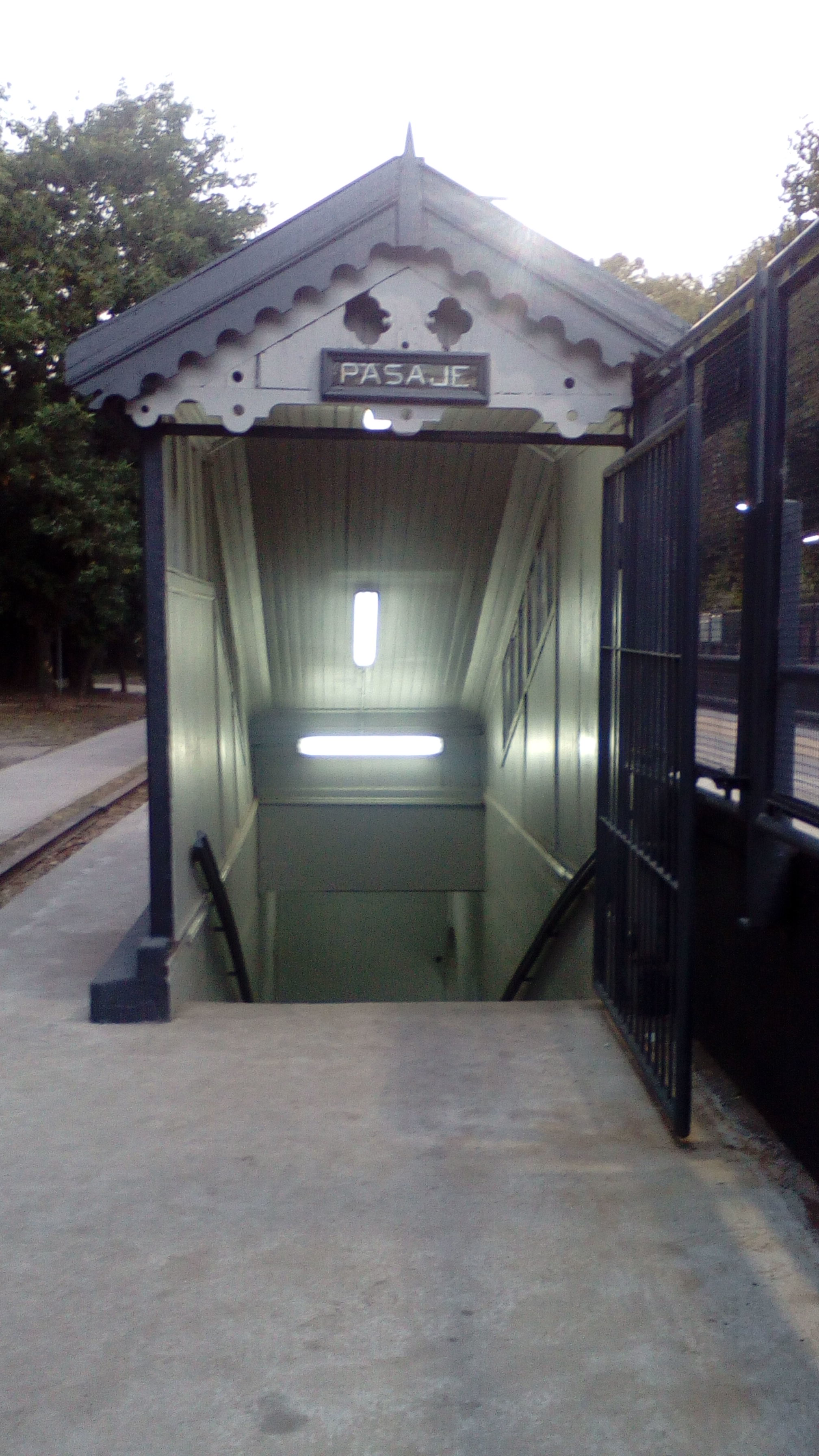
Pasaje subterráneo para intercambio de andenes

## En la cultura popular
- Aparece como escenario recurrente en la novela Últimos días de la víctima de José Pablo Feinmann.